# 冰火五重天
《冰火五重天》為台灣緯來綜合台十點檔帶狀談話性節目，是一個讓資深藝人和朋友或家人一起上節目，暢談自己人生故事的節目，參與節目的資深藝人多達上百人，也因此讓許多資深藝人重新被電視台或電影從業人員注意，進而在退出螢光幕前多年後，獲得重新再進入演藝圈參與演出機會，從2005年10月開始播出。由台灣本土綜藝天后白冰冰所主持。